# Elysia hamatanii
Elysia hamatanii is een slakkensoort uit de familie van de Plakobranchidae. De wetenschappelijke naam van de soort is voor het eerst geldig gepubliceerd in 1957 door Baba.